# Лебедев, Василий Константинович
Васи́лий Константи́нович Ле́бедев (23 апреля 1859, Вологда — 1926) — русский духовный писатель, историк, краевед.  Преподаватель Вологодской духовной семинарии и Вологодского духовного училища; брат протоиерея Алексея Лебедева — ректора Рижской духовной семинарии.

## Биография
Родился 23 апреля 1859 года в семье вологодского священника.
В 1875 году окончил Вологодское духовное училище (I разряд), в 1881 году — Вологодскую духовную семинарию (I разряд) и 15 июля 1885 года — Санкт-Петербургскую духовную академию (курс XLII) со степенью кандидата богословия с правом получения степени магистра без нового устного испытания (степени магистра богословия был удостоен 30 сентября 1890 года за диссертацию «Славянский перевод книги Иисуса Навина по сохранившимся рукописям и Острожской библии»).
Был назначен 26 сентября 1885 года преподавателем латинского языка в Тотемское духовное училище; 31 марта 1886 года перемещён преподавателем латинского языка в Вологодскую духовную семинарию. С 21 мая 1886 года — преподаватель Священного Писания и французского языка на второй кафедре, с 28 ноября 1887 года преподаватель на первой кафедре. С 1889 года — член Вологодского епархиального училищного совета и школьной комиссии при нём. Надворный советник (1892), коллежский советник (1893).
В 1895–1897 годах — преподаватель педагогики в вологодской Мариинской женской гимназии. С 1897 года — инспектор Вологодской духовной семинарии, член Вологодской церковно-археологической комиссии общества любителей истории и древностей при епархиальном древлехранилище. С 1898 года — статский советник.
В 1899—1913 годах был преподавателем педагогики, гражданской и церковной истории в Вологодском епархиальном женском училище; с 1901 года — секретарь правления Общества вспомоществования нуждающимся воспитанницам епархиального женского училища. С 7 декабря 1905 года — смотритель Вологодского духовного училища и преподаватель катехизиса с изъяснением богослужения.
С 1905 года — действительный член Московского церковно-археологического отдела при Обществе любителей духовного просвещения.
В 1906 году участник обсуждения реформы духовно-учебных заведений в Учебном комитете при Синоде.
С 1906 года — товарищ председателя и в 1907–1912 годах — председатель Общества взаимного вспомоществования учащим и учащимся в церковно-приходских школах Вологодской епархии. С 1906 года — товарищ председателя и с 1915 года председатель Общества вспомоществования недостаточным ученикам Вологодского духовного училища.
В 1917—1918 годах был членом Поместного собора Православной российской церкви — как мирянин от Вологодской епархии; участвовал во всех трёх сессиях, член III, VII, XIII, XIX отделов.
С ноября 1921 года преподавал в пастырско-богословской школе в Вологде.
Умер в 1926 году.

## Награды
Был награждён орденами Св. Станислава 3-й (1894) и 2-й (1902) степени, Св. Анны 3-й (1898) и 2-й (1908) степени, Св. Владимира 4-й степени (1911).

## Семья
Был женат на дочери священника Надежде Степановне Смирновой. Их дети: Николай, Виктор, Сергей, Вера.